# Leukoszirek
A leukoszirek (leuko fehér)  ókori népnév, a szíriai törzsbeli régi kappadókiai lakosok elnevezése, megkülönböztetésül a sokkal barnább bőrű szíriaiaktól. Miután a kappadókiai elnevezés elterjedtebbé vált, a Halüsz és az Irisz közti partlakók a görögök közt megtartották régies nevüket. Xenophón és Sztrabón is említést tesz róluk.